# Hesselbach (Bad Laasphe)
Hesselbach is een plaats in de Duitse gemeente Bad Laasphe, deelstaat Noordrijn-Westfalen, en telt 591 inwoners (2005).